# ドラゴンクエスト ライバルズ
『ドラゴンクエスト ライバルズ』（DRAGON QUEST RIVALS）は、スクウェア・エニックスより配信されていたゲームアプリ。2017年11月2日サービス開始。基本プレイ無料（アイテム課金制）。略称は『DQライバルズ』。リニューアル版である『ドラゴンクエストライバルズ エース』についても本項で扱う。2021年7月5日にサービス終了。

## 概要
ドラゴンクエストシリーズを題材にした『ハースストーン』のような対戦型のデジタルカードゲーム。
当初は『ドラゴンクエストX』用ミニゲームとして企画されたが、開発の規模が拡大して独立したゲームとして製品化された。
開発はトーセ、アートディレクションとカードのイラストレーションはアルテピアッツァ。販売元はスクウェア・エニックス。開発ツールにはマッチロックのBISHAMONを使用している。
30枚1組からなるデッキをお互いに使用し、カードで対戦を行う。
2020年8月13日にメジャーアップデートを実施し『ドラゴンクエストライバルズ エース』へとリニューアルされた。新ゲームモードにソロバトルアドベンチャーが追加されている。
2021年7月5日13時をもってサービスを終了した。

## 沿革
- 2017年6月9日 - 19日 - クローズドβテスト実施[8]。
- 2017年11月2日 - 正式サービス開始。
- 2018年2月22日 -2018年2月22日　PC（Yahoo!ゲーム）版[9]のサービス開始。
- 2019年2月14日　Nintendo Switch版[10]がリリース。
- 2019年12月時点で累計1600万ダウンロードを達成[11]。
- 2020年6月22日　Yahoo!ゲーム版が終了[12][13]。PC版はSteamに移行され、すでにiOS版、Android版、Nintendo Switch版で遊んでいるならデータ連携機能を使うことで、Steam版でもプレイデータを共有することができるように（要SQUARE ENIXアカウント）なった[14]。
- 2020年8月13日　メジャーアップデート実施、タイトルを『ドラゴンクエストライバルズ エース』へ改題[15]。
- 2021年4月2日 サービス終了を発表[16]。
- 2021年7月5日 同日13時をもってサービス終了。

## ゲームシステム
プレイヤーはまず8種類の職業につくリーダーの中から1人を選び、30枚1組のデッキを組む。カードにはすべての職業に共通して入れられるものと、各職業専用のものがある。同名のカードは2枚まで投入することが出来るが、レアリティがレジェンドレアのカードは1枚まで。
対戦では相手リーダーのHPを0にすることが勝利条件となる。先攻は3枚、後攻は4枚の手札を持ち、後攻は加えてテンションゲージが2段階溜まった状態で、1度だけMPを1追加するまほうのせいすいを使用できる状態からゲーム開始となる。
各ターンの開始時、リーダーはデッキからカードを1枚引く。手札は最大10枚まで保持することができ、それ以上入手しようとした場合は加えることができず、消失する。
枚数が0のデッキからさらにカードを引こうとした場合、リーダーは代わりに1ダメージを受ける。この数字はその後デッキを引こうとするたび、1ずつ増えていく。
各種カードを使用する際に消費するMPを持つ。これは1ターンごとに上限が１ずつ、最大10まで上昇する。消費したMPは次のターン開始時に回復する。
対戦画面は左から自分のリーダー、自分の場、相手の場、相手のリーダーが表示されている。場はそれぞれ縦３マス×前後２マスの６マスで構成されており、ユニットカードの配置などができる。

### ソロバトルアドベンチャー
対CPU戦を行いながら、物語を進める1人用のモード。
基本的なルールは通常の対戦と同じだが、リーダーや各カードの能力が固定されていない。リーダーはどの職業のデッキも組むことが出来る勇者で固定となる。
このモード専用のカードがある他、対戦前にスキルパネルでリーダーやカードを強化することができ、エースカードと呼ばれる一部のカード効果を強化することもできる。
対戦相手は歴代ドラゴンクエストシリーズのモンスターなどになっており、デッキに組み込めるカードの枚数などに制限がなく、独自のテンションスキルを持つ者もいる。

### カードの種類
ユニットカード
最も種類の多いカード。場に召喚して運用する。
攻撃力とHPを持ち、攻撃をすることによって相手ユニットやリーダーのHPを削ることができる。
武器カード
リーダーに攻撃力を与える。
攻撃力と耐久値を持ち、耐久値の回数使用すると破壊される。
特技カード
手札から直接使用する。
様々な効果が発生する。
英雄カード（ヒーローカード）
マリガンで山札に戻さない限り、必ず最初の手札に入る。
特技カードのように様々な効果が発生するが、原則として1ターンに1回しか使うことができない。
各カードにレベルが3まで存在し、それぞれのカード・レベルごとに設定された回数使用することでレベルが上がり、上のレベルの効果が使えるようになる。
反英雄カード（アンチヒーローカード）
名称が違うのみで、英雄カードとまったく同じ扱い。
これは、英雄カードとしてゾーマを追加するにあたり、「大魔王」が英雄というのは適当ではない、という理由による。
建物カード
ユニットカード同様に場に出す。場に出ている間、様々な効果が発動する。
ユニットと重複した場所に出すことはできない。攻撃対象にならず、ブロックやウォールも形成できない。
耐久値を持ち、特定のタイミングで減少するこれが0になると破壊される。

### 用語
ブロック
同じ列の前後2マスにユニットカードが配置され、相手が後ろのユニットを攻撃対象とできなくなっている状態。
ウォール
前後を問わず、縦3マス全てにユニットカードが配置され、相手がリーダーを攻撃対象とできなくなっている状態。
テンション
基本的には1ターンに1回、MPを1消費することによってテンションゲージを溜めることができる。最大値の3まで溜めると、これを消費して職業ごとに異なるテンションスキルを使用できる。
系統
一部のユニットは系統を持ち、特殊な効果の対象になる。スライム系、ドラゴン系、ゾンビ系、物質系、あくま系、冒険者、魔王が存在する。
毒
毒を受けた者は、お互いのターン終了時に１ダメージを受ける。
封印
そのユニットに与えられた効果がすべて打ち消され、持つ効果が発動しなくなる。系統は封印されない。
攻撃時：
ユニットカードが攻撃した時や、武器カードを装備したリーダーが攻撃したときに発動する効果。
死亡時：
ユニットカードのHPが0になるなどして死亡したときに発動する効果。
召喚時：
ユニットカードや武器カードを手札から使用したときに発動する効果。ほかのカードの効果によって場に出たときは発動しない。
占い
この効果を持つカードを手札から使用した場合、占い(1)と占い(2)のいずれかの効果がランダムで発動する。
必中モード
リーダーがこの効果を得ているとき、占いで発動する効果を選択できる。
超必中モード
リーダーがこの効果を得ているとき、占いの効果が(1)、(2)の順で両方発動する。
貫通
攻撃したユニットの真後ろにユニットがいればそちらにもダメージを与える。
超貫通
貫通の効果に加え、リーダーにもダメージを与える。
速攻
ユニットカードは通常、場に出た次のターンまで攻撃できないが、この効果を持つ場合出たターンに攻撃できる。
先制
場に出たターンに、ユニットに攻撃することができる。
におうだち
これを持つユニットが前列にいる場合のみ発動する。相手はにおうだちが発動しているユニット以外のユニットおよびリーダーを攻撃対象にできなくなる。
ねらい撃ち
ブロック、ウォール、におうだちの効果を無視して攻撃できる。
ステルス
相手はこの効果を持つユニットを攻撃や効果の対象にできない。一度攻撃すると解除されるほか、これが発動している場合は他のユニットをブロックしたり、ウォールを形成したりできない。
2回攻撃
1ターンに2回攻撃することができる。
必殺技
テンションゲージが最大まで溜まっているときのみ、テンションをすべて消費して発動することができる。
おうえん
手札から使用したとき、テンションを1上げる。
テンションリンク
味方リーダーのテンションが上がった場合、それに伴って発動する効果。
スキルブースト
味方リーダーのテンションスキルが発動した回数に伴い、効果の数値が変動する。
スキルリンク
味方リーダーのテンションスキルが発動した場合、それに伴って発動する効果。
メタルボディ
3以下のダメージを受けた場合、代わりに1ダメージを受ける。
ハードメタルボディ
5以下のダメージを受けた場合、代わりに1ダメージを受ける。
地形
ユニットを置くマスを変化させ、その上にユニットがいる場合様々な効果を発動させる。
パワフルバッジ
特定の系統や効果を持つカードごとに発動する効果をリーダーに付与する。
絶好調
攻撃することによって解除される効果。
シンクロ
味方ヒーローのレベルに応じて新たな効果を得る。
GET
表記された枚数分、コインのカードを得る。
BET
これを持つカードにコインを使用することで、任意のタイミングで発動できる効果。
れんけい
テンションゲージが最大まで溜まっているときに使用することで発動する効果。
消滅
死亡と同様にユニットが場からいなくなるが、死亡時効果が発動せず、復活する効果の対象にもならなくなる。
さくせん
10種類ある効果の中からランダムで3種類が表示され、その中から選択したものを付与する。
ダンジョン
一部の建物カードに付随する効果。設定された条件を満たすと耐久値が上昇し、特定の値になると踏破となり、破壊される。
踏破時：
ダンジョンが踏破されたときに発動する効果。
選択
複数の効果から任意のものを選択して発動できる。
熟練度
味方リーダーがテンションスキルを使用するごとに、最大8まで上昇する数値。一部のカードに「熟練度（数字）」の形で表記され、特定の値に達すると、新たな効果を得る。

## 登場キャラクター

### ナビゲーター
アメリア
声 - 茅野愛衣（レベルアップ!ライバレディオ!）
髪の色は薄紫で、イメージイラストではエンゼルスライムを連れている。チュートリアルでプレイヤーにゲームの説明を行う。

### リーダー
デッキ構築時にリーダーとなるキャラクター。
テリー
声 - 神谷浩史
職業は戦士。初出は『ドラゴンクエストVI 幻の大地』。テンションスキルは「稲妻の加護」。
ゼシカ
声 - 竹達彩奈
職業は魔法使い。初出は『ドラゴンクエストVIII 空と海と大地と呪われし姫君』。テンションスキルは「紅蓮の火球」。
アリーナ
声 - 中川翔子
職業は武闘家。初出は『ドラゴンクエストIV 導かれし者たち』。テンションスキルは「おてんば姫」。
ククール
声 - 細谷佳正
職業は僧侶。初出は『ドラゴンクエストVIII 空と海と大地と呪われし姫君』。テンションスキルは「いやしの波動」。
トルネコ
声 - 茶風林
職業は商人。初出は『ドラゴンクエストIV 導かれし者たち』。テンションスキルは「お宝発見」。
ミネア
声 - 日笠陽子
職業は占い師。初出は『ドラゴンクエストIV 導かれし者たち』。テンションスキルは「水晶占い」。
ピサロ
声 - 小野大輔
職業は魔剣士。初出は『ドラゴンクエストIV 導かれし者たち』。テンションスキルは「魔族の騎士」。
カミュ
声 - 内山昂輝
職業は盗賊。初出は『ドラゴンクエストXI 過ぎ去りし時を求めて』。テンションスキルは「盗賊のかみわざ」。
ロトの血を引く者
声 - 花江夏樹
ソロバトルアドベンチャー専用で、職業は勇者。初出は『ドラゴンクエスト』。

### アナザーリーダー
条件を満たすと、別のキャラクターをリーダーとして使用することができるようになる。
マルティナ
声 - 小清水亜美
武闘家のアナザーリーダー。初出は『ドラゴンクエストXI 過ぎ去りし時を求めて』。
リッカ
声 - 潘めぐみ
商人のアナザーリーダー。初出は『ドラゴンクエストIX 星空の守り人』。
ミレーユ
声 - 田中理恵
占い師のアナザーリーダー。初出は『ドラゴンクエストVI 幻の大地』。
魔勇者アンルシア
声 - 早見沙織
魔剣士のアナザーリーダー。初出は『ドラゴンクエストX』。
セーニャ
声 - 雨宮天
僧侶のアナザーリーダー。初出は『ドラゴンクエストXI 過ぎ去りし時を求めて』。
ベロニカ
声 - 内田真礼
魔法使いのアナザーリーダー。初出は『ドラゴンクエストXI 過ぎ去りし時を求めて』。
ヒューザ
声 - 島﨑信長
戦士のアナザーリーダー。初出は『ドラゴンクエストX オンライン』。
りゅうおう
声 - 大塚芳忠
魔剣士のアナザーリーダー。初出は『ドラゴンクエスト』。
ゲルダ
声 - 生天目仁美
盗賊のアナザーリーダー。初出は『ドラゴンクエストVIII 空と海と大地と呪われし姫君』。
ハッサン
声 - 安元洋貴
武闘家のアナザーリーダー。初出は『ドラゴンクエストVI 幻の大地』。テンションスキルは同効果の「不屈の闘魂」に置き換えられている。

### ユニットカード・英雄カード
ドラゴンクエストシリーズに登場した様々なキャラクターが、ユニットカードや英雄カードとして出演している。以下に主要なものを示す。
ドラゴンクエストが初出のキャラクター
ロトの血を引く者
英雄カード。
ローラ姫
声 - 茅野愛衣
ソロバトルアドベンチャー専用ユニットカード。
ドラゴン / 立ち塞がるドラゴン
共通ユニットカード、盗賊デッキ専用ユニットカード。
りゅうおう / 悪の化身りゅうおう / 闇の覇者りゅうおう
声 - 大塚芳忠
いずれも共通ユニットカード。
ドラゴンクエストII 悪霊の神々が初出のキャラクター
ローレシアの王子
声 - 内田雄馬
英雄カード。
サマルトリアの王子
声 - 福山潤
英雄カード。
ムーンブルクの王女
声 - 上坂すみれ
英雄カード。
ハーゴン / 邪神官ハーゴン
声 - 鈴村健一
いずれも共通ユニットカード。
シドー / 破壊神シドー / 破壊を司る神シドー
声 - 鈴村健一
いずれも共通ユニットカード。
ドラゴンクエストIII そして伝説へ…が初出のキャラクター
伝説の勇者
声 - 檜山修之、皆口裕子
英雄カード。
アリアハン王
声 - 中博史
商人デッキ専用ユニットカード。
オルテガ
声 - 東地宏樹
戦士デッキ専用ユニットカード。
カンダタ
声 - 藤原啓治
武闘家デッキ専用ユニットカード。
バラモス / 魔王バラモス
声 - 土師孝也
共通ユニットカード、魔剣士デッキ専用ユニットカード。
ゾーマ / 大魔王ゾーマ / 全てを滅ぼすものゾーマ / 滅びの王ゾーマ
声 - 大塚明夫
共通ユニットカード、反英雄カード、共通ユニットカード（トークン）、共通ユニットカード。
ラーミア / 不死鳥ラーミア
共通ユニットカード、占い師専用ユニットカード。
しんりゅう
占い師デッキ専用ユニットカード。
ドラゴンクエストIV 導かれし者たちが初出のキャラクター
勇者ソロ
英雄カード。
ライアン
声 - 杉田智和
戦士デッキ専用ユニットカード。
クリフト / 神官クリフト
声 - 緑川光
僧侶デッキ専用ユニットカード、武闘家デッキ専用ユニットカード。
ブライ
声 - チョー
武闘家デッキ専用ユニットカード。
マーニャ / 踊り子マーニャ
声 - 沢城みゆき
占い師デッキ専用ユニットカード、魔法使いデッキ専用ユニットカード。
ネネ
声 - 日髙のり子
商人デッキ専用ユニットカード。
ポポロ
声 - 伊瀬茉莉也
商人デッキ専用ユニットカード。
エスターク / 地獄の帝王エスターク
声 - 銀河万丈
共通ユニットカード、魔剣士デッキ専用ユニットカード。
エビルプリースト / 究極エビルプリースト
声 - 島田敏
いずれも魔剣士デッキ専用ユニットカード。
ロザリー
声 - 島本須美
魔剣士デッキ専用ユニットカード。
デスピサロ
声 - 小野大輔
共通ユニットカード。
ドラゴンクエストV 天空の花嫁が初出のキャラクター
パパス / 高潔な王パパス
声 - 玄田哲章
戦士デッキ専用ユニットカード、商人デッキ専用ユニットカード。
サンチョ / 忠臣サンチョ
声 - 稲田徹
共通ユニットカード、商人デッキ専用ユニットカード。
ビアンカ / 天空の花嫁ビアンカ
声 - 井上麻里奈
共通ユニットカード、英雄カード。
ベラ
声 - 植田佳奈
魔法使いデッキ専用ユニットカード。
フローラ / 天空の花嫁フローラ
声 - 花澤香菜
共通ユニットカード、英雄カード。
デボラ / 天空の花嫁デボラ
声 - 朴璐美
共通ユニットカード、英雄カード。
ルドマン
声 - 大川透
商人デッキ専用ユニットカード。
ヘンリー
声 - 小松昌平
商人デッキ専用ユニットカード。
レックス / 幼き勇者レックス
声 - 内田彩
英雄カード、勇者専用ユニットカード。
タバサ / 王女タバサ
声 - 内田彩
英雄カード、勇者専用ユニットカード。
ゲマ / 邪教の使徒ゲマ
声 - 中尾隆聖
魔剣士デッキ専用ユニットカード、魔法使いデッキ専用ユニットカード。
ミルドラース / 魔界の王ミルドラース
いずれも共通ユニットカード。
ドラゴンクエストVI 幻の大地が初出のキャラクター
勇者レック
声 - 関智一
英雄カード。
ハッサン / 大工の息子ハッサン
声 - 安元洋貴
いずれも武闘家デッキ専用ユニットカード。
ミレーユ / 夢占い師ミレーユ
声 - 田中理恵
占い師デッキ専用ユニットカード、戦士デッキ専用ユニットカード。
バーバラ / 大魔女バーバラ
声 - 三森すずこ
いずれも魔法使いデッキ専用ユニットカード。
チャモロ / ゲントの導き手チャモロ
声 - 高山みなみ
僧侶デッキ専用ユニットカード、武闘家デッキ専用ユニットカード。
アモス / モンストラー
声 - 江口拓也
共通ユニットカード。
ドランゴ
声 - 山口眞弓
戦士デッキ専用ユニットカード。
グランマーズ
声 - くじら
占い師デッキ専用ユニットカード。
ターニア
声 - 鬼頭明里
占い師デッキ専用ユニットカード。
ムドー / 魔王ムドー
声 - 塩屋浩三
戦士デッキ専用ユニットカード、魔剣士デッキ専用ユニットカード。
デスタムーア / 狭間の王デスタムーア
いずれも共通ユニットカード。
ダークドレアム / 魔神ダークドレアム / 破壊と殺戮の神ダークドレアム
声 - 若本規夫
共通ユニットカード、反英雄カード、共通ユニットカード（トークン）。
ドラゴンクエストVII エデンの戦士たちが初出のキャラクター
キーファ
声 - 宮野真守
商人デッキ専用ユニットカード。
マリベル / 少女マリベル
声 - 悠木碧
いずれも魔法使いデッキ専用ユニットカード。
ガボ
声 - 田村睦心
共通ユニットカード。
メルビン
声 - 千葉繁
戦士デッキ専用ユニットカード。
アイラ
声 - 今井麻美
戦士デッキ専用ユニットカード。
フォズ / ダーマの神官フォズ
声 - 高橋李依
僧侶デッキ専用ユニットカード、占い師デッキ専用ユニットカード。
かみさま
声 - 緒方賢一
共通ユニットカード。
オルゴ・デミーラ / 天魔王オルゴ・デミーラ
いずれも共通ユニットカード。
ドラゴンクエストVIII 空と海と大地と呪われし姫君が初出のキャラクター
勇者エイト
英雄カード。
ヤンガス
声 - 立木文彦
僧侶デッキ専用ユニットカード。
トロデ
声 - 岩崎ひろし
商人デッキ専用ユニットカード。
モリー / マミムメモリー
声 - 中田譲治
いずれも武闘家デッキ専用ユニットカード。
ゲルダ / 女盗賊ゲルダ
声 - 生天目仁美
武闘家デッキ専用ユニットカード、盗賊デッキ専用ユニットカード。
マルチェロ
声 - 諏訪部順一
僧侶デッキ専用ユニットカード。
チャゴス王子
声 - 宮田幸季
僧侶デッキ専用ユニットカード。
メダル王女
声 - 逢沢ゆりか
僧侶デッキ専用ユニットカード。
ミーティア姫
声 - 種田梨沙
僧侶デッキ専用ユニットカード。
ドルマゲス / 魔性の道化師ドルマゲス
声 - 子安武人
魔剣士デッキ専用ユニットカード、魔法使いデッキ専用ユニットカード。
ラプソーン / 魔王ラプソーン
いずれも共通ユニットカード。
神鳥レティス
僧侶デッキ専用ユニットカード。
ドラゴンクエストIX 星空の守り人が初出のキャラクター
守り人ナイン
声 - 村瀬歩
英雄カード。
リッカ / 宿王リッカ
声 - 潘めぐみ
いずれも商人デッキ専用ユニットカード。
ルイーダ / 酒場の店主ルイーダ
声 - 甲斐田裕子
商人デッキ専用ユニットカード、盗賊デッキ専用ユニットカード。
ロクサーヌ
声 - 東山奈央
商人デッキ専用ユニットカード。
サンディ / 妖精サンディ
声 - 喜多村英梨
共通ユニットカード、盗賊デッキ専用ユニットカード
ラヴィエル / 運命の天使ラヴィエル
声 - 新谷良子
共通ユニットカード、僧侶デッキ専用ユニットカード。
イザヤール
声 - 武内駿輔
共通ユニットカード。
セレシア
声 - 豊崎愛生
魔法使いデッキ専用ユニットカード。
エルギオス
声 - 三木眞一郎
共通ユニットカード。
ドラゴンクエストXが初出のキャラクター
アンルシア / 勇者姫アンルシア / 魔勇者アンルシア / 天雷の勇者アンルシア
声 - 早見沙織
共通ユニットカード、英雄カード、魔剣士デッキ専用ユニットカード、勇者デッキ専用ユニットカード。
マイユ / 闘志の鉄拳マイユ
声 - 遠藤綾
いずれも武闘家デッキ専用ユニットカード。
ヒューザ / 流浪のヒューザ
声 - 島﨑信長
共通ユニットカード、戦士デッキ専用ユニットカード。
エステラ
声 - 伊藤静
共通ユニットカード。
クロウズ
声 - 福山潤
占い師デッキ専用ユニットカード。
賢者ルシェンダ
声 - 渡辺明乃
占い師デッキ専用ユニットカード。
ラグアス王子
声 - 黒沢ともよ
占い師デッキ専用ユニットカード。
ザンクローネ
声 - 檜山修之
共通ユニットカード。
セラフィ
声 - 楠木ともり
僧侶デッキ専用ユニットカード。
リゼロッタ&ルコリア
声 - 日高里菜
占い師デッキ専用ユニットカード。
フウラ
声 - 白石晴香
占い師デッキ専用ユニットカード。
怪盗ポイックリン
声 - 水橋かおり
盗賊デッキ専用ユニットカード。
フォステイル
声 - 斎賀みつき
占い師デッキ専用ユニットカード。
ダストン
声 - 伊藤健太郎
盗賊デッキ専用ユニットカード。
トーマ王子
声 - 小野友樹
魔剣士デッキ専用ユニットカード。
トビアス
声 - 笠間淳
僧侶デッキ専用ユニットカード。
ズーボー
声 - 丸山壮史
共通ユニットカード、戦士デッキ専用ユニットカード。
リィン
声 - 千本木彩花
盗賊デッキ専用ユニットカード。
ジュリアンテ / 妖魔ジュリアンテ
声 - 行成とあ
魔剣士デッキ専用ユニットカード、魔法使いデッキ専用ユニットカード。
魔女グレイツェル / 妖艶の魔女グレイツェル
声 - 壹岐紹未
魔剣士デッキ専用ユニットカード、魔法使いデッキ専用ユニットカード。
ネルゲル / 死を統べる者ネルゲル / 冥王ネルゲル
共通ユニットカード、勇者デッキ専用ユニットカード、共通ユニットカード。
マデサゴーラ
声 - 石井康嗣
共通ユニットカード。
ドラゴンクエストXI 過ぎ去りし時を求めてが初出のキャラクター
ロトの血を引く者【S】 / 勇者イレブン
声 - 斎賀みつき
いずれも英雄カード。
カミュ
声 - 内山昂輝
共通ユニットカード。
ベロニカ / 天才魔法使いベロニカ
声 - 内田真礼
いずれも魔法使いデッキ専用ユニットカード。
セーニャ / 決意の聖賢セーニャ
声 - 雨宮天
いずれも僧侶デッキ専用ユニットカード。
シルビア / 笑顔の伝道師シルビア
声 - 小野坂昌也
共通ユニットカード、盗賊デッキ専用ユニットカード。
マルティナ / 魅惑のマルティナ
声 - 小清水亜美
共通ユニットカード、武闘家デッキ専用ユニットカード。
ロウ / 亡国の先王ロウ
声 - 麦人
占い師デッキ専用ユニットカード、商人デッキ専用ユニットカード。
グレイグ / 最後の砦の英雄グレイグ
声 - 小山力也
いずれも戦士デッキ専用ユニットカード。
ホメロス / 魔軍司令ホメロス
声 - 櫻井孝宏
いずれも魔剣士デッキ専用ユニットカード。
魔道士ウルノーガ / ウルノーガ&ウルナーガ
声 - 黒田崇矢
僧侶デッキ専用ユニットカード、共通ユニットカード。
エマ
声 - 川澄綾子
盗賊デッキ専用ユニットカード。
マヤ
声 - 水瀬いのり
盗賊デッキ専用ユニットカード。
セレン
声 - 田中敦子
占い師デッキ専用ユニットカード。
ロミア
声 - 茅野愛衣
占い師デッキ専用ユニットカード。
シャール
声 - 堀江由衣
僧侶デッキ専用ユニットカード。
リーズレット
声 - 沢城みゆき
魔法使いデッキ専用ユニットカード。
ニマ大師
声 - 恒松あゆみ
武闘家デッキ専用ユニットカード。
ファーリス王子
声 - 島﨑信長
戦士デッキ専用ユニットカード。
ハンフリー
声 - 杉田智和
商人デッキ専用ユニットカード。
セニカ
声 - 桑島法子
占い師デッキ専用ユニットカード。
ローシュ
声 - 檜山修之
戦士デッキ専用ユニットカード。
ニズゼルファ
声 - 宮田幸季
共通ユニットカード。
ケトス
共通ユニットカード。
その他のドラゴンクエストシリーズが初出のキャラクター
少年テリー
声 - 竹内順子
戦士デッキ専用ユニットカード。初出は『ドラゴンクエストモンスターズ テリーのワンダーランド』。
わたぼう / タイジュの精霊わたぼう
いずれも共通ユニットカード。初出は『ドラゴンクエストモンスターズ テリーのワンダーランド』。
ワルぼう / マルタの精霊ワルぼう
共通ユニットカード、魔剣士デッキ専用ユニットカード。初出は『ドラゴンクエストモンスターズ テリーのワンダーランド』。
少年ヤンガス
声 - 下野紘
商人デッキ専用ユニットカード。初出は『ドラゴンクエスト 少年ヤンガスと不思議のダンジョン』。
ホミロン軍曹
声 - 釘宮理恵
共通ユニットカード。初出は『ドラゴンクエストヒーローズII 双子の王と予言の終わり』。
ビルド
声 - 河西健吾
英雄カード。初出は『ドラゴンクエストビルダーズ2 破壊神シドーとからっぽの島』。
少年シドー
声 - 津田健次郎
英雄カード。初出は『ドラゴンクエストビルダーズ2 破壊神シドーとからっぽの島』。
スラリンガル
商人デッキ専用ユニットカード。初出は『スライムもりもりドラゴンクエスト2 大戦車としっぽ団』。
セティア
声 - 木下あゆ美
僧侶デッキ専用ユニットカード。初出は『ドラゴンクエストソード 仮面の女王と鏡の塔』。
イル＆ルカ
声 - 井口裕香
英雄カード。初出は『ドラゴンクエストモンスターズ2 マルタのふしぎな鍵』。
少年キーファ
声 - 山下大輝
戦士デッキ専用ユニットカード。初出は『ドラゴンクエストモンスターズ キャラバンハート』。

## 関連書籍
ドラゴンクエスト ライバルズ 公式ガイド＋ビジュアルコレクション
2018年11月22日初版発行 ISBN 978-4-7575-5933-2